# La Vie de Klim Samguine (série télévisée)
Ne doit pas être confondu avec Vie de Klim Samguine (Quarante années).
Pour plus de détails, voir Fiche technique et Distribution.
La Vie de Klim Samguine (en russe : Жизнь Клима Самгина) est une série télévisée soviétique en quatorze parties du réalisateur Viktor Titov, basée sur le roman éponyme (1927-1936) de Maxime Gorki.
La série a été créée à la télévision en mars-avril 1988.

## Synopsis
Le film décrit la vie du révolutionnaire intellectuel russe Klim Samguine sur fond d'un panorama grandiose de la vie russe de 1877 à 1917.

## Distribution
- Andreï Rudenski : Klim Ivanovitch Samguine[4]
- Leonid Gorelik : Klim Samguine (dans son enfance)
- Elena Solovei : Vera Petrovna, mère de Klim
- Ernst Romanov : Ivan Akimovich Samguine, père de Klim
- Armen Djigarkhanian : Timofei Stepanovitch Varavka, beau-père de Klim
- Sergey Koltakov : Dr Konstantin Makarov, ami de Klim
- Svetlana Krioutchkova : Lyubov Somova
- Mikhaïl Glouzski : Yakov Akimovich Samguine, oncle de Klim
- Natalia Goundareva : Marina Petrovna Zotova (Premirova)
- Andreï Boltnev : le colonel de gendarmerie Popov
- Larissa Gouzeïeva : Elizaveta Spivak
- Evguenia Glouchenko : Maria Ivanovna Nikonova
- Aleksandr Kaliaguine : Ivan Mitrofanov / Yakov Kotelnikov, un agent de la police secrète
- Igor Vladimirov : Andrey Sergueïevitch Prozorov
- Sergueï Makovetski : Dmitri Samguine, frère de Klim
- Andreï Kharitonov : Igor Turoboev
- Victor Kostetskiy : Gueorgui Gapone
- Valentin Gaft : Valery Trifonov, officier ivre
- Vladimir Soshalsky : Valentin Bezbedov
- Vsevolod Shilovsky : Zahar Petrovich Berdnikov, homme d'affaires
- Alexeï Loktev : Grigory Popov
- Irina Rozanova : Tosya
- Lioubov Sokolova : Anfimovna
- Viktor Bychkov : apiculteur
- Irina Kouptchenko : dame à la réception chez l'avocat
- Alexandre Galibine : Diomidov / Nicolas II de Russie